# Epicypta ornata
Epicypta ornata är en tvåvingeart som beskrevs av Lane 1948. Epicypta ornata ingår i släktet Epicypta och familjen svampmyggor. Inga underarter finns listade i Catalogue of Life.